# Тромсе
Тромсе (норв. Tromsø) је значајан град у Норвешкој. Град се налази у оквиру покрајине Северне Норвешке и седиште је и највећи град истоименог округа Тромс. Према подацима о броју становника из 2024. године у Тромсеу живи 78.745 становника.
Тромсе је најсевернији град у Норвешкој и једно највећих насеља иза северног поларника. У складу са тим град је и главно норвешко исходиште у развоју северног дела државе и истраживању Арктика.

## Географија
Град Тромсе се налази у северном делу Норвешке. Од главног града Осла град је удаљен 1.650 km северно од града. Сходно томе, главна веза са Ослом и остатком Норвешке је путем авио-веза.

### Рељеф
Тромсе се налази на северозападној обали Скандинавског полуострва. Град се развио уз истоимени фјорд Тромсе. Град окружују планине. Сходно томе, надморска висина града иде од 0 до 100 м надморске висине.

### Клима
Клима у Тромсеу је континентална са истовременим утицајем и Атлантика и Голфске струје и Арктика. Она је много оштрија него у већем делу Норвешке јужно, али је и знатно блажа од других подручја на сличној географској ширини.

### Воде
Тромсе се развио као морска лука на обали истоименог залива фјорда Тромсе, дела Северног мора. Залив није отворен ка мору, већ се ту налази више малих полуострва и острва. Градско подручје је већим делом на острву Тромсеја, а мањим на копну.

## Историја
Први трагови насељавања на месту данашњег Тромсеа јављају се у доба праисторије и везани су за лапонско живље. Зачеци данашњег норвешког насеља везани су за средњи век, тачније за 1252. године, када се на датом месту подиже црква, као место окупљања. Међутим, место није имало већи значај током следећих векова.
Тромсе је 1794. године добио градска права, што је био увод у значајан развој града у 19. веку, када град постаје стециште развоја европског дела Арктика.
Током петогодишње окупације Норвешке (1940—45) од стране Трећег рајха Тромсе и његово становништво нису значајније страдали.

## Становништво
| Година       |
| Становништво |
| ------------ |

Данас Тромсе са предграђима има око 68 хиљада у градским границама, што је 3 пута више него пре пола века. Последњих година број становника у граду се повећава по годишњој стопи од 1%.

## Привреда
Привреда Тромсеа се заснива на коришћењу ресурса норвешког дела Арктика. Традиционалне делатности су риболов и поморство, а данас се све више развијају наука и истраживачки рад везан за Арктик.

## Партнерски градови
Тромсе је побратимљен са следећим градовима:
- Кеми, Финска – од 1940.
- Лулео, Шведска – од 1950.
- Гримсби, Уједињено Краљевство – од 1961.
- Енкориџ, Аљаска, Сједињене Америчке Државе – од 1969.
- Загреб, Хрватска – од 1971.
- Мурманск, Русија – од 1972.
- Кецалтенанго, Гватемала – од 1999.
- Газа, Палестина – од 2001.
- Надим, Русија – од 2007.
- Архангељск, Русија – од 2011.
- Сермерсок, Гренланд, Данска – од 2018.
- Пуна, Индија – непознат датум побратимљена

## Галерија
- Градско приобаље у мају
- Пешачка улица у Тромсеу
- Главна градска црква
- Градски живот